# Афинаида Филосторгия II
Афинаида Филосторгия II (также известна как Афина Понтийская; греч. 'η Άθηναἷς Φιλόστοργος Β, что означает Любимая Афиной) — понтийская принцесса и супруга царя Каппадокии Ариобарзана II.

## Биография
Афинаида была дочерью царя Понта Митридата VI от его второй жены Монимы. Она имела тесные родственные связи с правящей династией Каппадокии: Ариарат VI, Ариарат VII и Ариарат VIII были её двоюродными братьями, а Ариарат IX — родным братом.
Афинаида стала женой Ариобарзана II, царствовавшего в Каппадокии в 63/62 — 51 годах до н. э.. Когда он пал от рук наёмного убийцы, царём стал его старший сын Ариобарзан III. Афинаида хотела возвести на престол своего второго сына, но наместник Римской Киликии Цицерон предупредил царя, и этот замысел не удался.

## Семья
В браке Афинаида родила двух сыновей: Ариобарзана III и Ариарата X, которые стали последними правителями Каппадокии.